# 中村重兵衛
中村 重兵衛（なかむら じゅうべえ、嘉永5年4月27日?（1852年6月10日?）- 昭和44年（1969年）5月5日）は、長寿日本一であった岩手県釜石市の男性。ただしその長寿記録は老年学研究者団体ジェロントロジー・リサーチ・グループ(GRG)によって認定されていない。

## 来歴
1896年（明治29年）、明治三陸地震に伴う津波によって母と妻、兄妹ら一家5人を全員失い、1人だけ生き残ったという。1898年（明治31年）に再婚し、5男3女をもうける（このうち、1969年に中村が死去した時に存命していたのは、長女と次男の2人だけであった）。晩年は家族7人と共に自宅で暮らしていた。
1964年（昭和39年）5月29日、118歳88日だった小林やすが死去したことに伴い、重兵衛が長寿日本一となった。その後約5年間に渡って長寿日本一であった。1969年（昭和44年）4月16日、釜石市の自宅で脳卒中のため倒れる。同年5月5日、岩手県立釜石病院で死去。116歳と329日であった。中村の死去により、長寿日本一は当時115歳8か月とされていた森元いととなった（小林と森元の記録も、GRGには認定されていない）。
釜石市平田町には中村の像が残っている。石碑には次のことが刻まれている。
　 『嘉永五年六月十日誕辰、八歳ノ折海難ニテ父ヲ喪ウ。廿歳ヲ満タズニ家 業ヲ継グ。明治廿九年六月十五日突如襲来ノ大津浪ニ家屋諸共家族全員 ヲ失イ一人助カル。爾来千辛万苦ノ末一家復興成ル。後ニ漁業ト共ニ植 林ニ精励ス。歳九十迄海ニ陸ニ労ヲ惜シマズ努力。昭和四十四年五月五 日午前七時五十五分数エ年百十七歳ニテ天寿ヲ全ウス。明治期ノ大飢饉 ノ際未ダ大津浪ノ傷痕癒エザルニ流浪ノ難民ヲ救ウ。一家言「家ヲ離レ テ働ク時不愉快ナル事アルモ帰ル跡ハ必ズ笑顔ニテ敷居ヲ跨ギ家人ヲ安 心サセル事」』